# New York Film Critics Circle Awards 1960
La 26ª edizione della cerimonia dei New York Film Critics Circle Awards, annunciata il 29 dicembre 1960, si è tenuta il 21 gennaio 1961 ed ha premiato i migliori film usciti nel corso del 1960.

## Vincitori

### Miglior film
- L'appartamento (The Apartment), regia di Billy Wilder
- Figli e amanti (Sons and Lovers), regia di Jack Cardiff

### Miglior regista
- Billy Wilder - L'appartamento (The Apartment)
- Jack Cardiff - Figli e amanti (Sons and Lovers)

### Miglior attore protagonista
- Burt Lancaster - Il figlio di Giuda (Elmer Gantry)

### Miglior attrice protagonista
- Deborah Kerr - I nomadi (The Sundowners)

### Miglior sceneggiatura
- Billy Wilder ed I. A. L. Diamond - L'appartamento (The Apartment)

### Miglior film in lingua straniera
- Hiroshima Mon Amour, regia di Alain Resnais • Francia/Giappone